# Pravica prve noči
Pravica prve noči (latinsko Ius primae noctis, francosko droit de seigneur) je bila domnevna pravica evropskih fevdalcev v srednjem veku, da po poroki svojih podložnikov preživijo prvo noč z nevesto.
Večinsko mnenje zgodovinarjev in drugih raziskovalcev je, da ta pravica, ki naj bi izvirala iz zgodnjega srednjega veka, ni nikoli obstajala. V zgodnjem srednjem veku so germanska plemena poznala odškodnino (lat. mundium), ki jo je svobodni ženin plačal nevesti ali njeni družini. Če pa se je s svobodno nevesto želel poročiti nesvobodnjak, je mundium zanj plačal njegov gospod, ki je s tem pridobil pravico do obreda (nem. Beilager), ki je simboliziral prvi spolni odnos z nevesto. Hkrati je gospod dobil pravico do vračila mundiuma. Prav vračanje mundiuma, ki se je pozneje spojilo z različnimi drugimi poročnimi dajatvami, se je v ljudski domišljiji verjetno povezalo z domnevnim obstojem ius primae noctis. V poznem srednjem veku, nekako od 14. stoletja se je namreč v literaturi in v ljudski tradiciji pojavilo splošno prepričanje v obstoj takšne pravice fevdalnih gospodov. Razvilo se je posebno obredje, ki ga je zaznamovalo dokazovanje moške nadvlade nad ženskami, vendar ni nikakršnih dokazov, da bi v obredju prihajalo tudi do spolnih aktov. Poleg tega naj bi fevdalci na ta način poudarjali medstanovske razlike, ki so se v poznem srednjem veku zmanjševale. Na račun domnevne ius primae noctis so nekateri gospodje zase zahtevali tudi del nevestine dote.
Nekateri antropologi ius primae noctis razlagajo kot ostanek skupinske poroke. Podobni obredi so sicer znani tudi iz starejših obdobij in neevropskih kultur, prva izrecna omemba je verjetno v Epu o Gilgamešu. Obstajajo tudi poročila o obrednem razdevičenju, ki naj bi ga pred poroko opravile mame bodočih nevest.